# Lost One
Lost One – singiel amerykańskiego rapera Jay-Z. Utwór pochodzi z albumu Kingdom Come z 2006 roku.

## Listy przebojów
| Lista (2006)          | Pozycja |
| --------------------- | ------- |
| Billboard Hot 100     | 58      |
| Hot R&B/Hip-Hop Songs | 19      |